# Радован Шимун
Радован Шимун (Врбас, СР Југославија, 14. септембар 1992) је српски каратиста, светски сениориски вицешампион у категорији борбе +80кг, репрезентативац Карате Уније Србије и члан карате клуба „Ју карате до“.

## Биографија
Радован Шимун је рођен 14. септембра 1992. године у Врбасу. Одрастао је и завршио основну школу у Бачком Добром Пољу. Прве кораке каратеа научио је у Врбаском клубу „Бун шин“. Његов таленат се могао уочити још од малих ногу. Захваљујући подршци родитеља, а посебно оца, Радованов таленат није остао незапажен и развијао се у правом смеру. По завршетку основне школе, уписао је средњу грађевинску школу у Новом Саду и прешао у карате клуб „Ју карате до“, код нашег чувеног и најуспешнијег каратисте Душана Дачића, мајстора црног појаса 8. Дан, са којим је усавршио своје знање и постигао велике успехе. 
За 9 година тренирања у новосадском клубу, Радован је три пута био првак државе у јунирској категорији, два пута у сениорској, био је светски кадетски вицешампион, освојио је 3. место на Јуниорском првенству Европе и 2012. године је постао јуниорски шампион планете, освојивши златну медаљу. У Бразилу на сениорском светском првенству 2014. године постиже свој највећи успех у својој каријери, постаје вицешампион света у категорији борбе +80кг. на Европском првенству у Темишвару 2016. године освојио је сребро.
Студент је Геодезије и геоматике на факултету техничких наука у Новом Саду.